# 木村岳風
木村 岳風（きむら がくふう、1899年9月20日-1952年7月1日）は、日本の吟道家。本名は松木 利次（まつき としつぐ）。日本詩吟学院の創設者で、近代吟詠の祖と称される。著書に『皇漢名詩の吟じ方』などがある。

## 人物
長野県諏訪郡上諏訪町（現・諏訪市）生まれ。高島小学校を経て、旧制諏訪中学中退。上諏訪町役場ので勤務している際に、上司の上原栄から朗吟を習った。1922年に上京するが、関東大震災に際しての材木販売などで失敗するなど、商売での失敗が続いた。
一方で、教育者の伊藤長七が木村の吟詠の才能を見出し、伊藤が校長を務める東京府立第五中学校（現・小石川中等教育学校）の全校生徒の前で詩吟の講習を開かせたり、芸名を「嶽風」から「岳風」に改めさせた。1927年国楽振興会を設立し、吟詠の発展に努めた。長野県諏訪市には生家と木村岳風記念館があり、岳風愛用の品や遺墨などが展示されている。